# Capteur NOx
 (octobre 2018).
Si vous disposez d'ouvrages ou d'articles de référence ou si vous connaissez des sites web de qualité traitant du thème abordé ici, merci de compléter l'article en donnant les références utiles à sa vérifiabilité et en les liant à la section « Notes et références ».
Un capteur de NOx est un système permettant de mesurer le taux d'oxydes d'azote dans les gaz d'échappement des automobiles, des camions ou des cheminées d'usines.

## Disponibilité actuelle
Il n'y a pas actuellement de capteur de NOx sur le marché qui fonctionne correctement, bien que plusieurs constructeurs et équipementiers automobiles tels Ford, Chrysler, Toyota, NGK ou encore Delphi ainsi que des laboratoires publics aient mis l'accent sur leur développement.[réf. nécessaire]
Le terme NOx désigne plusieurs formes d'oxydes d'azote comme le monoxyde d'azote (NO), le dioxyde d'azote (NO2), le protoxyde d'azote (N2O, aussi connu sous le nom de gaz hilarant). Dans un moteur Diesel, la forme NO représente 93 % du total, la forme NO2 5 % et les 2 % restants le N2O. D'autres formes de NOx existent comme N2O4 ou N2O5 mais ces formes ne sont pas présentes à haute température. Les moteurs Diesel produisent quatre à huit fois plus de NOx que les moteurs à essence dont la combustion est plus « chaude », cependant ils ne peuvent pas être traités à cause de l'excès d'oxygène (contrairement au moteur essence où le coefficient de richesse vaut 1, qui permet d'en traiter une grande partie). Les émissions de NOx en sortie d'échappement sont donc supérieures sur les moteurs Diesel.

## Intérêts de ce type de capteur
La motivation du développement de capteur de NOx vient de la nécessité du respect de l'environnement et des contraintes de plus en plus drastiques quant aux émissions des moteurs tolérées par les autorités régulatrices (normes européennes et américaines notamment). Les NOx peuvent provoquer différents problèmes comme le smog, les pluies acides, la formation d'ozone à basse altitude et donc des problèmes respiratoires, notamment chez les personnes fragiles (enfants, personnes âgées ou asthmatiques). De nombreux gouvernements ont promulgué des lois afin de réduire ces émissions ainsi que celles d'autres polluants automobiles comme les oxydes de soufre (SOx), le monoxyde de carbone (CO), le dioxyde de carbone (CO2) ou les hydrocarbures. Les constructeurs ont donc été forcés de développer des systèmes pour détecter et réduire ces émissions de NOx comme la recirculation des gaz d'échappement (EGR), les pièges à NOx (NOx trap) ou le SCR (selective catalytic reduction : injection d'un agent réducteur, urée en solution aqueuse ou ammoniac).

## Difficultés de mise en œuvre

### Un environnement difficile
Les facteurs limitant le développement des capteurs NOx sont multiples. En premier lieu, les températures de combustion élevées réduisent le choix des matériaux pour fabriquer les capteurs car peu peuvent fonctionner à ces températures. La majorité des capteurs développés sont fabriqués d'oxydes métalliques, le plus courant étant la zircone stabilisée à l'oxyde d'yttrium, ce matériau est classiquement utilisé dans les sondes à oxygène. Le dioxyde de zirconium est comprimé en une céramique dense qui conduit les ions oxygène (O2−) à haute température (plus de 400 °C). Pour obtenir un signal provenant du capteur, une paire d'électrodes (en platine, or, palladium ou un oxyde métallique) est placé à sa surface et on peut mesurer une différence de potentiel ou un courant donnant accès à la concentration en NOx.

### Nécessité de sensibilité et de fiabilité
Les niveaux[Où ?] de NO sont compris en général entre 100 et 2 000 ppm et ceux de NO2 entre 20 et 200 ppm, les capteurs utilisés sont donc très sensibles pour détecter des niveaux aussi faibles.
Les problèmes principaux qui ont limité le développement de capteur de NOx qui fonctionnent sont :
- la sélectivité (ne détecter que les NOx, pas d'autres composants) ;
- la sensibilité (pouvoir détecter des taux très faibles mais variant fortement) ;
- la stabilité (en température et en encrassement par exemple) ;
- la reproductibilité (tous les capteurs doivent avoir les mêmes caractéristiques de détection, c'est-à-dire qu'un courant est équivalent à une concentration, quel que soit le capteur, il ne doit pas y avoir de dispersion) ;
- le temps de réponse (l'information de concentration doit être la plus rapide possible, surtout si elle est utilisée par l'unité de commande électronique (ECU) du moteur) ;
- le coût de fabrication (les constructeurs généralistes sont naturellement obligés de limiter les coûts de fabrication des moteurs, donc du prix de leurs composants).

De plus, l'environnement à l'échappement fait que le débit de gaz peut modifier la température du capteur ou l'encrasser, dégradant ainsi ses performances.